# John Taine

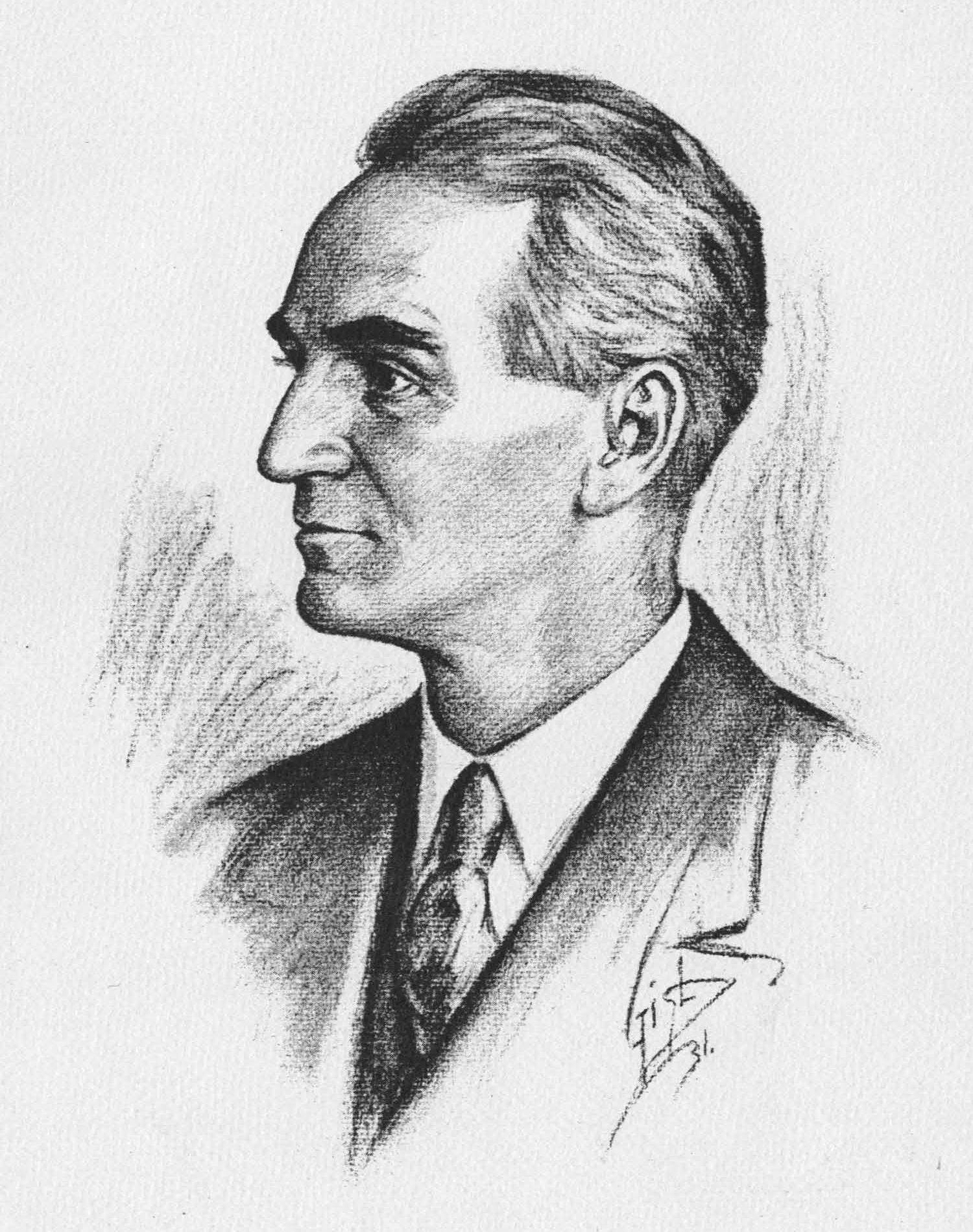
Eric Temple Bell (Zeichnung von 1931)

Eric Temple Bell (* 7. Februar 1883 in Peterhead, Schottland; † 21. Dezember 1960 in Watsonville, Kalifornien) war ein schottisch-amerikanischer Science-Fiction-Autor und Mathematiker, der Bücher zur Geschichte der Mathematik und zahlreiche Arbeiten zur Zahlentheorie, Kombinatorik und Analysis veröffentlichte. Als Autor war er vor allem bekannt unter seinem Pseudonym John Taine.

## Leben
Bell lebte seit 1903 in den USA. Er besuchte die Stanford University und die Columbia University. Seit 1912 lehrte er Mathematik an der University of Washington und später am California Institute of Technology.
Im Jahre 1924 bekam er den Bôcher Memorial Prize für seine Abhandlung Arithmetical Paraphrases. 1927 wurde er in die National Academy of Sciences gewählt. 1937 wurde er gewähltes Mitglied der American Philosophical Society.
Nach ihm wurde die Bellsche Zahl {\displaystyle B_{n}} benannt, die die Anzahl der Partitionen einer n-elementigen Menge beschreibt.
Bell ist einem breiteren Publikum vor allem durch seine Bücher bekannt geworden, insbesondere für seine klassische Sammlung von Mathematiker-Biographien Men of Mathematics (1937), das heute noch nachgedruckt wird. Weitere Veröffentlichungen sind Algebraic Arithmetic (1927), The Development of Mathematics (1940) und Mathematics, Queen and Servant of Science (1951).
Neben seinen mathematischen Arbeiten und Büchern war Bell unter dem Pseudonym John Taine auch ein bekannter Science-Fiction-Autor, der in den drei Jahrzehnten von 1924 bis 1954 dreizehn Romane und einige Kurzgeschichten veröffentlichte. Der erste Roman Taines war The Purple Sapphire (1924), eine in Tibet angesiedelte Vergessene-Welt-Geschichte, wo eine verborgene Rasse die Atomkraft beherrscht. Im zweiten Roman The Gold Tooth (1927) vermag eine andere alte Rasse Metalle zu transmutieren, deren Geheimnis beinahe in die Hände der Japaner gelangt, das kann jedoch durchkreuzt werden und die Protagonisten erlangen durch Goldproduktion unerschöpflichen Reichtum.
Als seine besten Erzählungen gelten eine Reihe von Romanen, die sich mit Fragen und Gefahren biologischer Entwicklung und Veränderung befassen, darunter The Greatest Adventure (1929), in dem in der Antarktis schlummernde Sporen freigesetzt werden und die Erde mit unkontrollierbarem Wachstum überziehen und The Iron Star (1930), in dem ein Meteoriteneinschlag im Kongo die Richtung der menschlichen Evolution umgekehrt, wodurch die Menschen sich wieder zurück in Affen verwandeln. Eine deutsche Übersetzung von The Iron Star war um 1980 in der Reihe Science Fiction Classics unter dem Titel Der Eisenstern in Vorbereitung, ist aber offenbar nie erschienen. Die Romane Seeds of Life (1931) und G.O.G. 666 (1954) behandeln die Gefahren menschlicher Selbstmodifikation.
1960 ist Bell im Alter von 77 Jahren gestorben.

## Bibliographie

### Science-Fiction (als John Taine)
Romane
- The Purple Sapphire (1924)
- The Gold Tooth (1927)
- Quayle’s Invention (1927)
- Green Fire : The Story of the Terrible Days in the Summer of 1990 : Now Told in Full for the First Time (1928)
- The Greatest Adventure (1929)
- The Iron Star (1930)
- The White Lily (1930, auch als The Crystal Horde, 1952)
- The Time Stream (1931)
- Seeds of Life (1931)
- Before the Dawn (1934)
- Tomorrow (1939)
- The Forbidden Garden (1947)
- G.O.G. 666 (1954)

Sammlung
- The Cosmic Geoids: and One Other (1949)

Kurzgeschichten
- The Ultimate Catalyst (1939)
- The Black Goldfish (1948)
- The Cosmic Geoids (1949)

### Mathematische Schriften (als Eric Temple Bell)
Aufsätze und Artikel
- Arithmetical paraphrases, Transactions of the AMS 22, 1921, S. 1–30 und 198–219.
- Arithmetical equivalents for a remarkable identity between theta functions, Mathematische Zeitschrift 13, 1922, S. 146–152.
- Existence theorems on the numbers of representations of odd integers as sums of 4 t + 2 squares, Crelles Journal 163, 1930, S. 65–70.
- Exponential Numbers, The American Mathematical Monthly 41, 1934, S. 411–419.

Lehrbücher und Sachliteratur
- An Arithmetical Theory of Certain Numerical Functions (1915)
- The Cyclotomic Quinary Quintic (1912)
- Algebraic Arithmetic (1927)
- Debunking Science (1930)
- The Queen of the Sciences (1931)
- Numerology (1933)
- The Search for Truth (1934)
- The Handmaiden of the Sciences (1937)
- Man and His Lifebelts (1938)
- Men of Mathematics (1937)
  - Deutsch: Die grossen Mathematiker. Econ, Düsseldorf & Wien 1967.
- The Development of Mathematics (1940)
- The Magic of Numbers (1946)
- Mathematics: Queen and Servant of Science (1951)
- The Last Problem (1961)